# Lünne
Lünne est une municipalité dans le district d'Emsland en Basse-Saxe (Allemagne).

## Évolution démographique
| Évolution du nombre d'habitants par quartier | 1880 | 1900 | 1925 | 1933 | 1939 | 1950 |
| -------------------------------------------- | ---- | ---- | ---- | ---- | ---- | ---- |
| Altenlünne                                   | 298  | 326  | 397  | 365  | 408  | 680  |
| Plantlünne                                   | 194  | 237  | 286  | 326  | 311  | 468  |
| Heitel                                       | 154  | 157  | 207  | 191  | 181  | 249  |